# Класно училище
В класното училище за първи път в българското образование учениците се делят на класове.
Дотогава (в т. нар. взаимно училище) те се обучават по взаимния метод, т.е. по-големите и напреднали ученици обучават по-малките, а учителят преподава на големите и следи за образованието на малките. Един учител обучава около 50 и повече деца. При класното училище децата се делят на класове в зависимост от тяхната възраст. Един учител отговаря за един клас, който е до 30 души.

## Първите класни училища в България
Първото българско класно училище е т. нар. „Даскалоливница“, създадена през 1843 година в град Елена от Иван Момчилов. През 1846 година Найден Геров основава класно училище в Копривщица, а през 1850 година – класното училище в Пловдив, което се нарича „Св. св. Кирил и Методий“.